# 蝦夷管領
蝦夷管領，是日本鎌倉時代管理有關蝦夷事務的官員的稱呼，又稱蝦夷沙汰職、蝦夷代官，蝦夷管領一名正式出現是在日本南北朝時代。
在鎌倉幕府草創期，蝦夷地(北海道)是重犯罪人的流刑地，蝦夷管領主要工作是管理、監視犯人，也管理與蝦夷交易事情。
建保5年（1217年）、當時幕府執權北条義時任命陸奥守安藤堯秀為蝦夷管領，此職成為安藤氏的世職，也受北条家委託管理與蝦夷交易事情，並把稅收上納北条得宗家。
鎌倉幕府滅亡後、安藤氏一姓改表記成安東氏，共成為當地實際統治者直到室町時代後期。